# 28 Monocerotis
Désignations
28 Monocerotis (en abrégé 28 Mon) est une étoile variable de la constellation équatoriale de la Licorne. Elle porte également la désignation d'étoile variable de V645 Monocerotis, 28 Monocerotis étant sa désignation de Flamsteed. L'étoile est visible à l'œil nu avec une magnitude apparente qui varie légèrement autour de 4,68 et elle a une magnitude absolue de −1,00. D'après la mesure de sa parallaxe annuelle par le satellite Gaia, elle est distante d'environ ∼ 415 a.l. (∼ 127 pc) de la Terre. Elle s'en éloigne à une vitesse radiale héliocentrique de +27 km/s.
28 Monocerotis est une étoile géante rouge de type spectral K4III, qui a épuisé les réserves en hydrogène de son noyau et qui s'est éloignée de la séquence principale en se refroidissant et se dilatant. Le spectre de l'étoile montre des raies d'absorption anormalement fortes de CN. Elle est classée comme une rare variable de type FK Comae Berenices (FK Com), dont la magnitude varie avec une amplitude de 0,02 selon une période de 0,21 jour,. Les variables de type FK Com sont typiquement des étoiles à rotation rapide, mais la vitesse de rotation projetée de 28 Monocerotis est faible, de seulement 2,2 km/s. Son rayon est environ 48 fois plus grand que le rayon solaire, elle est autour de 524 fois plus lumineuse que le Soleil et sa température de surface est de 3 999 K.